# 里斯卡爾侯爵酒莊飯店
里斯卡爾侯爵酒莊飯店（Marqués de Riscal Hotel）也稱為里斯卡爾侯爵酒店，是一間位於西班牙埃爾希耶戈的豪華飯店，由普立茲克獎得主法蘭克·蓋瑞設計。環繞屋頂的鈦金屬片設計成代表酒瓶的紅色、金色和銀色，顯示飯店位於紅酒產區，內部則是舒適豪華的現代風格。